# Новая Ювала
Но́вая Юва́ла — деревня в Кожевниковском районе Томской области. Входит в состав Староювалинского сельского поселения.

## География
Деревня находится в южной части Томской области, на берегу реки Бакса, на расстоянии менее 0,5 км от села Старая Ювала, центра сельского поселения, и 36 км к западу от села Кожевниково, административного центра района.

### Часовой пояс
Деревня Новая Ювала, как и вся Томская область, находится в часовой зоне МСК+4. Смещение применяемого времени относительно UTC составляет +7:00.

## Население
| 2002 | 2010 | 2012 | 2013 | 2014 | 2015 | 2021 |
| ---- | ---- | ---- | ---- | ---- | ---- | ---- |
| 228  | ↘222 | ↗229 | ↘228 | ↘222 | ↘219 | ↘172 |

## Экономика
Основу экономической жизни составляет сельское хозяйство; действуют несколько ООО и фермерских хозяйств.

## Инфраструктура
Ближайшая школа, библиотека и фельдшерско-акушерский пункт находятся в селе Старая Ювала.